# ハタケシメジ
ハタケシメジ（畑占地・畑湿地、学名: Lyophyllum decastes）はシメジ科シメジ属の食用キノコ。俗にニワシメジともよばれる。食味に優れたキノコで、身近なところの同じ場所に数年生えるため、畑に行くように採取できる。キノコとしては標準的な形であるが、傘の色、表面の様子などがさまざま見られ、見分けが難しいものもある。地方名が多く、代表的なものにハタケセンボン、ニワシメジ、ヤブシメジ、ウリシメジ、ササゲシメジ、ハタケモダシ、ナスキノコ、シカクシ、コモリシメジなどがある。

## 分布・生態
北半球の温帯に広く分布する。日本でも、ほぼ全域で見られ、秋に畑や道端、人里、草地、林内の埋もれた材に生える。どこにでも発生するのが特徴である。
腐生菌（腐生性）。春（梅雨の前後）と初夏から中秋にかけて、地中に埋まっている木材から菌糸を伸ばして単生または束生する。通常、数本ないし多数が柄の基部で合着して株状をなし、路傍や公園地などに発生する。「ハタケ」の名の通り、人里近くの畑地や人家の庭先にも生じ、あるいは農家の納屋の床下に発生した例がある。 形態的に酷似するホンシメジと異なり、外生菌根を形成せず、土中の腐食質や木材などを栄養源にして腐生的に生育する。地中に長く伸びた柄の基部をていねいに掘り下げると、その末端に、埋もれた木材の破片・腐朽した落ち葉の堆積層などが見出されることが多い。

## 形態

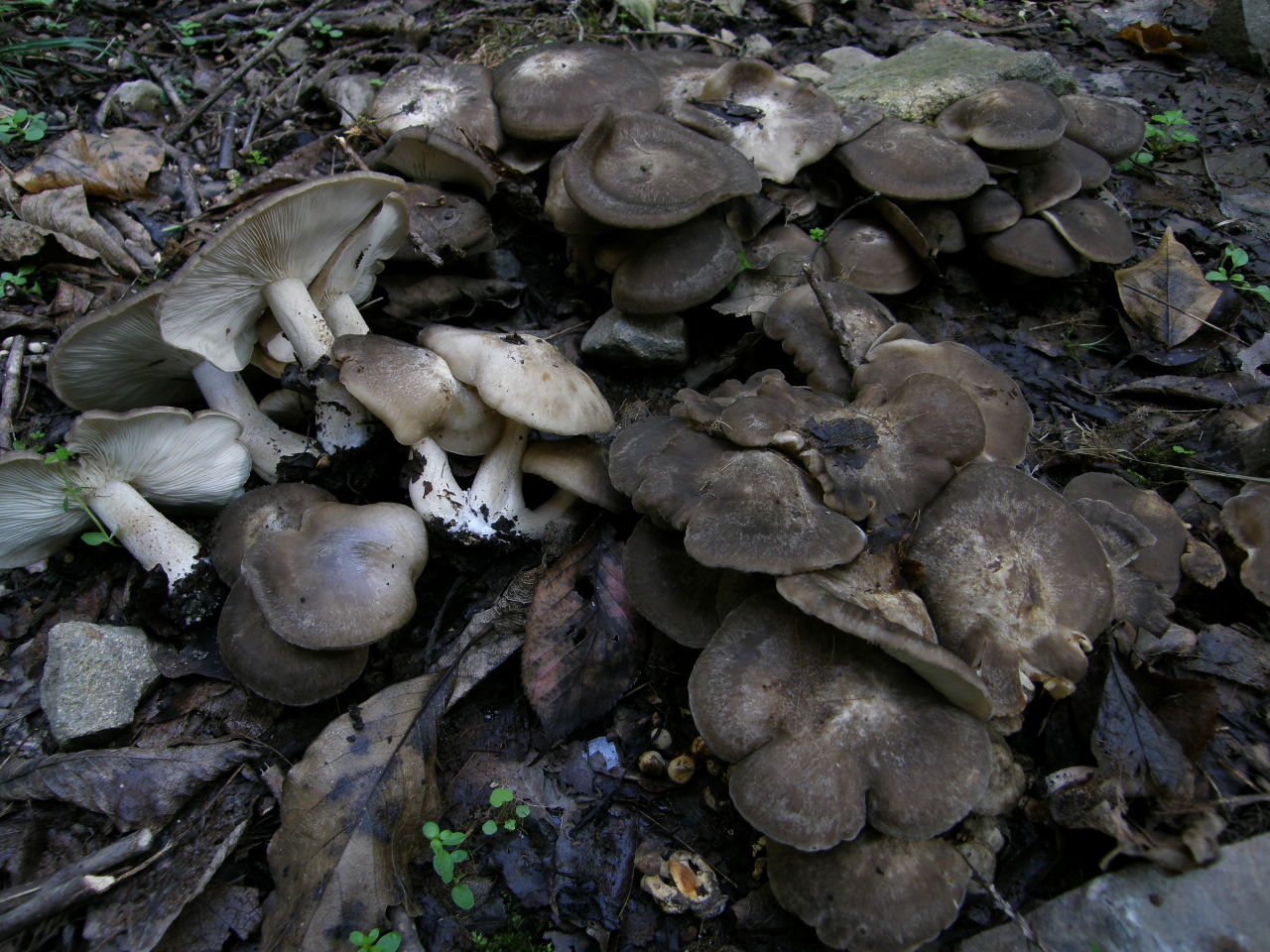
ハタケシメジの大株

子実体は傘と柄からなるハラタケ型。傘は径4 - 9センチメートル (cm) 、幼菌のうちは半円形から丸山形（まんじゅう形）になり、そこから成菌になるとほぼ平らに開き、縁がやや反り返って中央がややくぼむ。幼時は淡いねずみ色か黄褐色で僅かに粉状をなすが、老成時には褐色が濃くなる。傘には白いかすり模様の繊維紋があることが多く、時に白い粉を吹いたように見えるものもある。肉は白色で無味無臭、やや厚くてもろいがしまった肉質で、傷つけても変色することはなく、味もにおいも温和である。ヒダは密で、柄に直生ないし湾生から垂生し、ほぼ白色であるが、古くなると多少クリーム色を帯びることがある。
柄は長さ3 - 10 cm、太さ7 - 10ミリメートル (㎜) 程度、ほぼ上下同大あるいは基部に向かってやや膨らみ、白色から褐色で中実である。胞子紋は白色、胞子は類球形で無色・平滑、大きさ5.5 - 7.5×5 - 7マイクロメートル (μm) 、しばしば一個の大きな油滴を含む。

## 食用
ハタケシメジは身近に生える優秀な食用キノコとして広く知られている。ホンシメジと同様に、匂い、味とも優れる。クセがなくてシャキシャキした食感で歯切れがよく、よいダシが出てほんのりした独特の風味が味わえる。煮込み料理やホイル焼き、アヒージョなど、和風・洋風・中華など、さまざまな料理にあう。軽く湯がいて下処理し、きのこ汁（煮物）、土瓶蒸し、バター炒め、すき焼き、卵とじ、鉄板焼き、つけ焼き、マリネなどにする。

### 栽培

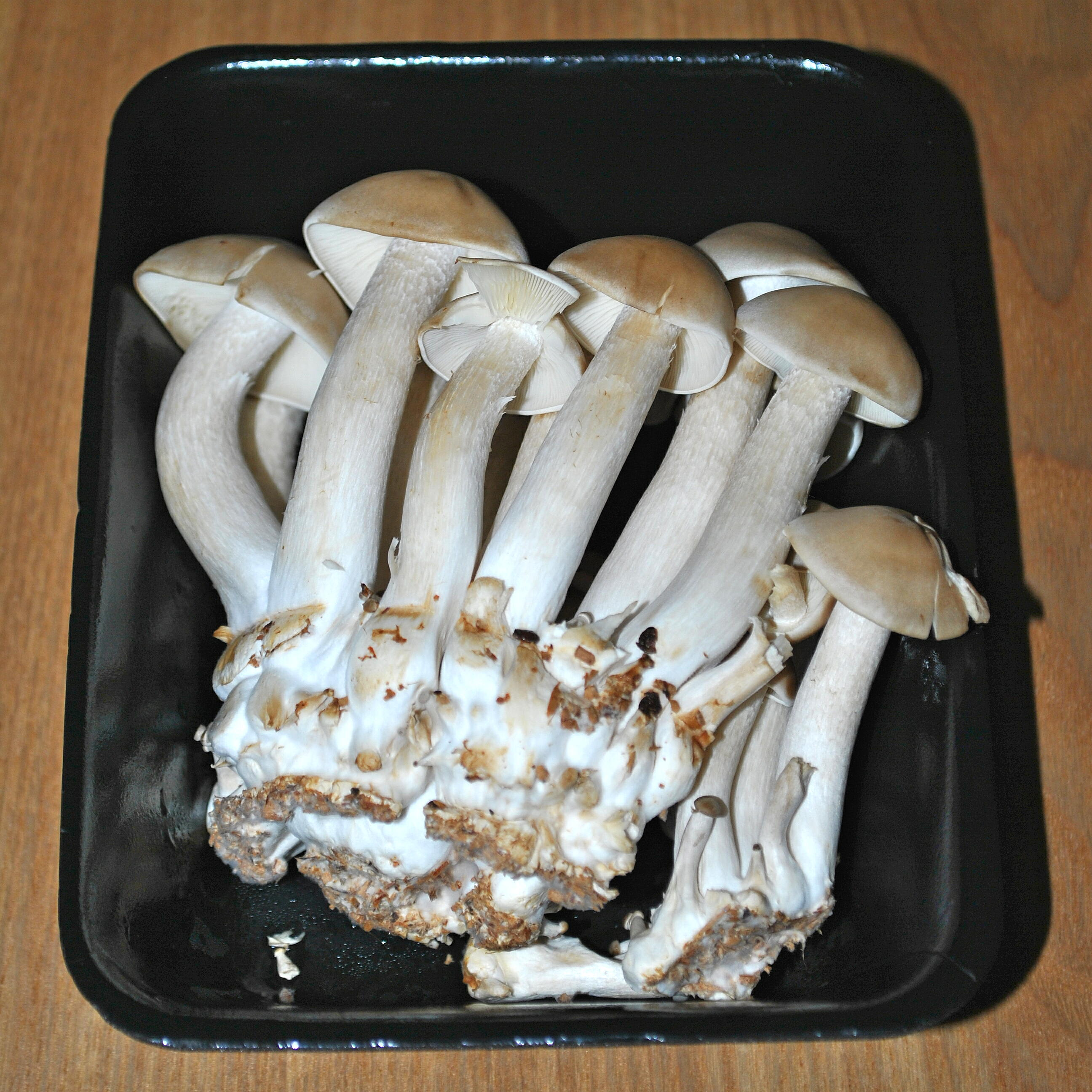
ハタケシメジの菌床栽培品

ハタケシメジは菌床栽培も行われている。培地基材としてはバーク堆肥がしばしば用いられるが、木粉も使用できる（スギなどの鋸屑を使用する場合には、ときどき散水しつつ一定期間放置し、抗菌性物質を揮散させてから用いる）。培地添加物は、フスマやトウモロコシかすなどのほか、米ヌカあるいはビール粕も利用される。人工栽培法が確立している他の食用きのこと比べ、植菌後の培地への菌糸の蔓延に時間がかかり、植菌直後から充分に菌糸が生育するまでの期間における管理が重要となる。
「ビン栽培」や「箱栽培」あるいは「袋栽培」も可能であるが、自然環境下では地中に埋もれた材片その他の有機物を栄養源としているため、
箱や袋などを用い、ブロック状の培地にじゅうぶんに菌糸を蔓延させた後、これを清潔な土中に埋め込むことにより、自然発生したものと同等の子実体を収穫する方法が普及しつつある。
栽培特性（ビン栽培）
育成および発生環境は、菌株の種類によって若干異なる。
- 菌糸体の成長温度は12～30℃の範囲にあるが、至適温度は23 - 25℃である。子実体の形成開始温度は16 - 20℃がめやすとなる。菌糸成長の最適pH は6.0 - 6.5である
- 培地の含水率は、65 - 68パーセントが適しており、菌糸生育の期間においては、培地の温度が25℃を越えないように管理する。
- 栽培容器内における二酸化炭素濃度は2,500ppm以下となるようにし、子実体の順調な生長のためには、空気中の関係湿度（RH)を65 - 70パーセントに保つべきである。

## 類似の毒キノコ
雑木林に生える毒キノコのクサウラベニタケ（Entoloma rhodopolium）と間違えやすいが、傘が白っぽく柄がやわらかで、成菌になるとヒダが肉色（ピンク色）になるので見分けられる。同様に毒キノコのイッポンシメジ（Entoloma sinuatum）にも似ており、これもヒダの色がピンク色を帯びる。
またハイイロカラチチタケ（Lactarius acris）は、ハタケシメジによく似た外観で、無毒であるものの食用価値は低い。